# Comando Subacquei e Incursori

Wappen des Comando Subacquei e Incursori

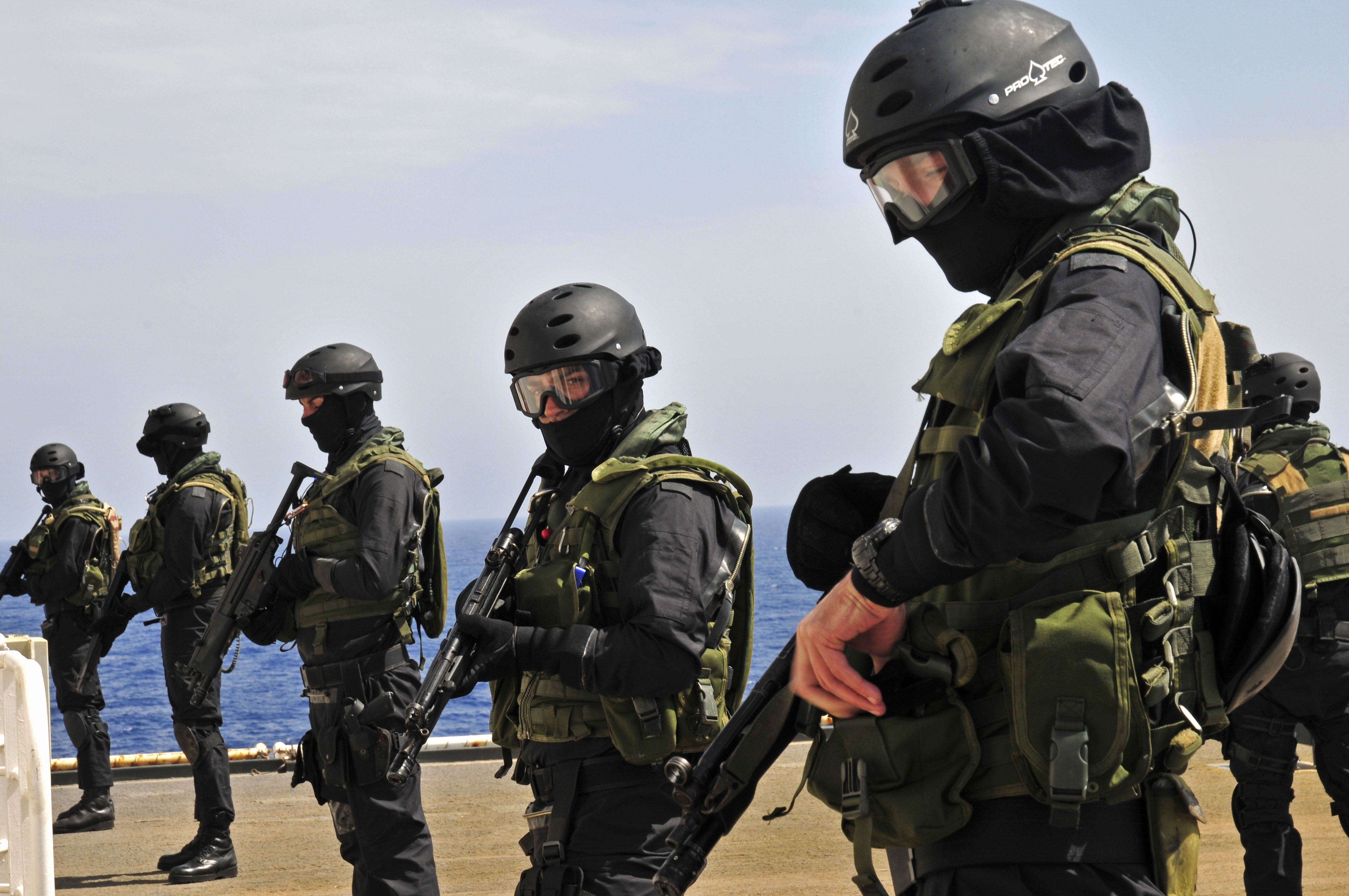
Soldaten des COMSUBIN

Das Comando Subacquei e Incursori (COMSUBIN) (auch Raggruppamento Subacquei e Incursori "Teseo Tesei") ist eine Spezialeinheit der italienischen Marine. Sie besteht aus Tauchern, Kampfschwimmern und Kommandotruppen. COMSUBIN hat seinen Sitz in der Varignano-Festung in der Marinebasis La Spezia.

## Auftrag
Das Comando Subacquei e Incursori ist als Marine-, Luftlande- und Bodenspezialeinheit einsetzbar. Das Einsatzspektrum umfasst:
- Terrorismusbekämpfung
- Asymmetrische Kriegführung
- Verdeckte Operationen
- Fernaufklärung
- Angriffe auf Kriegsschiffe in feindlichen Häfen
- Kampf gegen Einzelziele an Land (vor allem Hauptquartiere und Fernmeldeeinrichtungen)
- Evakuierungs-, Rettungs- und Bergungseinsätze
- Abwehr von Anschlägen auf hoher See

## Organisation

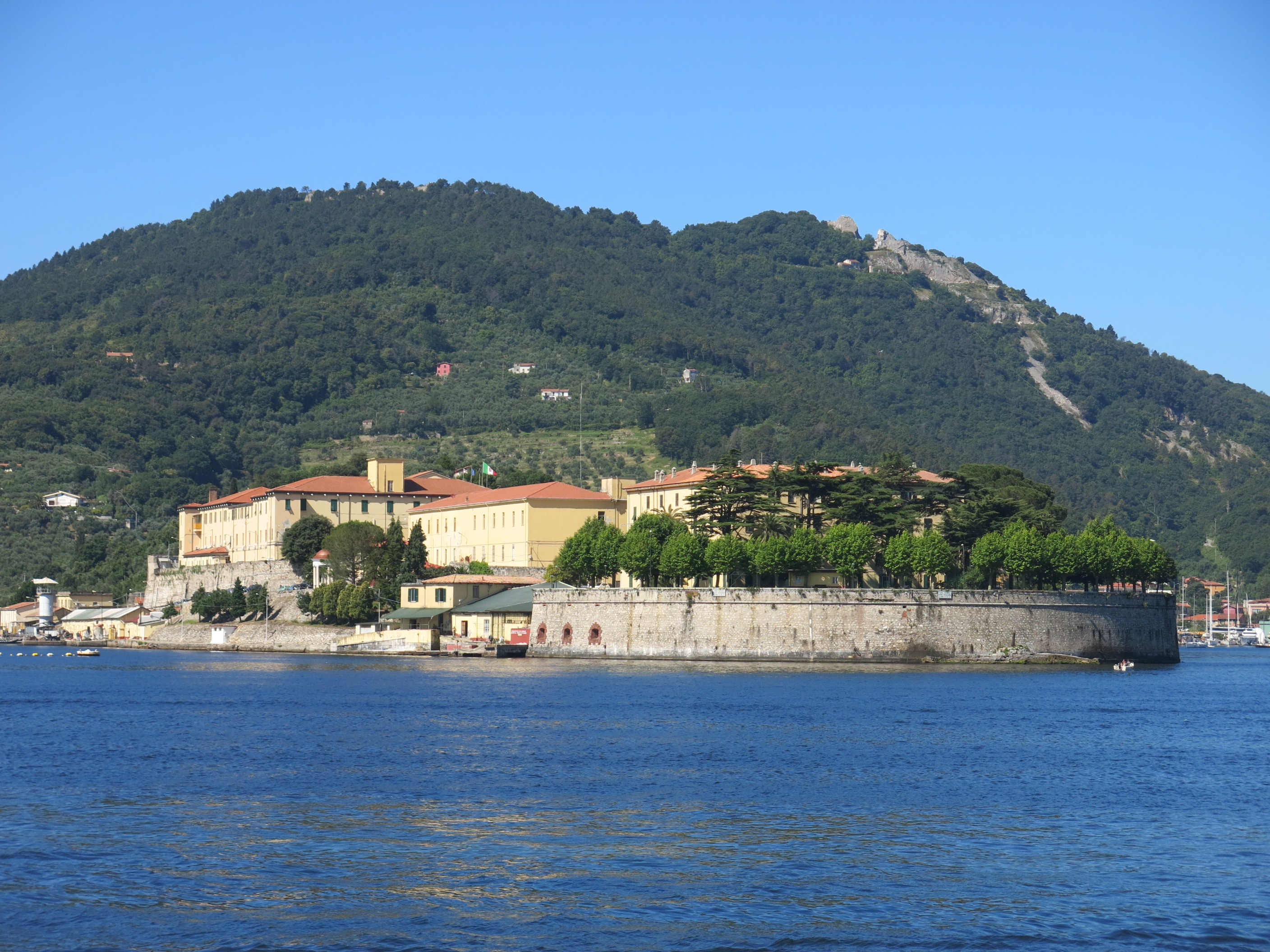
COMSUBIN-Hauptsitz: Varignano-Festung bei La Spezia

COMSUBIN besteht aus etwa 700 Soldaten und zivilen Mitarbeitern. Viele Belange unterliegen nach wie vor der Geheimhaltung.
Gruppo Operativo Incursori (GOI)
GOI ist die Bezeichnung der Kampfschwimmereinheit von COMSUBIN. Sie besteht aus 150 bis 200 besonders ausgebildeten Soldaten. Zu den Aufgaben gehören handstreichartige Sabotageaktionen gegen See- und Küstenziele, die Besetzung von Seefahrzeugen und Bohrinseln und sonstige Terrorbekämpfungsoperationen. Die Angehörigen dieser Einheit sind an ihren grünen Baretten zu erkennen, auf denen sich ein Emblem mit einem gekreuzten Schwert und Anker befindet.
Gruppo Operativo Subaquei (GOS)
GOS ist die Bezeichnung der Minentauchereinheit von COMSUBIN. Zu den besonderen Aufgaben gehören die Kampfmittelbeseitigung und Rettungseinsätze in großen Tiefen. Rettungsteams und spezielle Unterwasserfahrzeuge werden für evtl. Unfälle (z. B. U-Boot-Havarie) in ständiger Bereitschaft gehalten. Diese Einheit hat keine offensiven Aufgaben. Zum Zwecke der Kampfmittelbeseitigung, der Sicherung von Marinestützpunkten und für verschiedene Unterwasserarbeiten unterhält die GOS Außenstellen (SDAI) in La Spezia, Tarent, Augusta, Ancona, Cagliari und La Maddalena (Stand 2021).
Gruppo Navale Speciale (GNS)
Diese Einheit unterhält alle für COMSUBIN unmittelbar notwendigen Seefahrzeuge, darunter das U-Boot-Rettungsschiff Anteo (A 5309), die Unterstützungsboote für Kampfschwimmer Angelo Cabrini (P 420) und Tuillio Tedeschi (P 421), sowie eine Vielzahl kleinerer Boote.
Gruppo Scuole
Die Ausbildungsgruppe bietet ein breites Spektrum an Lehrgängen an, u. a. auch für die Angehörigen anderer italienischer und ausländischer Spezialeinheiten. Sie besteht aus drei Schulen für Kampfschwimmer, Minentaucher und Tauchmedizin. COMSUBIN-Kommandosoldaten absolvieren im Rahmen ihrer zweijährigen Ausbildung auch Lehrgänge an Luftlande- und Winterkampfschulen. Ausbildungsabschnitte in den Tropen und anderen extremen Klimazonen sind ebenfalls vorgesehen.
Quartier Generale
Diese als „Hauptquartier“ (ehemals Gruppo Logistico) bezeichnete Einheit übernimmt Aufgaben in den Bereichen Nachschub, Versorgung, Materialinstandhaltung und Sanitätswesen.
Studienstelle
Diese Stelle beobachtet und untersucht neueste Entwicklungen Bereich der Militärtechnik. Sie beschafft und erprobt Material verschiedenster Art und entwickelt und erprobt neue Einsatzmodalitäten.

## Rekrutierung und Ausbildung
Bewerber dürfen nicht älter als 29 Jahre sein und müssen bereits der Marine angehören. Das rund einjährige Basistraining in der Ausbildungsgruppe beginnt mit einer zweiwöchigen Probeausbildung, in der ärztliche Untersuchungen durchgeführt und die psychische und physische Leistungsfähigkeit der Bewerber getestet werden. Es folgen eine zwölfwöchige Gefechtsausbildung an Land, die auch der körperlichen Ertüchtigung dient, 13 Wochen Ausbildung im Wasser, zwölf Wochen amphibische Gefechtsausbildung und ein abschließender, 15 Wochen dauernder Abschnitt, in dem unter realitätsnahen Bedingungen Einsätze geübt werden. Zu den Ausbildungsinhalten zählen Nahkampf, Häuserkampf, Töten aus dem Hinterhalt, Terrorismusbekämpfung, leichte Waffen, schwere Waffen, Sabotage, Minenräumung, technische Kommunikation, Aufklärung und nachrichtendienstliche Informationsgewinnung sowie Überleben in schwieriger Lage. Wurden alle Ausbildungsabschnitte bestanden, folgt ein sechsmonatiger Spezialisierungskurs, der eine der Fertigkeiten weiter vertieft. Anschließend hat der Bewerber Probandenstatus erreicht. Das heißt, dass er nun einer aktiven Einheit zugeteilt wird, um seine Ausbildung in der Praxis zu vervollständigen. Nach ca. zwei Jahren Ausbildung und Praxistraining erhält der Aspirant schließlich seinen vollen Einsatzfähigkeitsstatus und das  grüne Barett des COMSUBIN.

## Ausrüstung
Die Ausrüstung von COMSUBIN ist vielfältig, insbesondere im Bereich der Infanteriewaffen. Geeignete moderne Schusswaffen von der Pistole bis zum Maschinengewehr werden in der Regel in Italien und im westlichen Ausland beschafft. Darüber hinaus gehören auch Panzerabwehrraketen und Minen zum COMSUBIN-Arsenal.

## Geschichte
Der Einsatz von Kleinkampfmitteln, Kampfschwimmern und Helmtauchern hat in der italienischen Marine eine lange Tradition (die Marinetaucherschule entstand in Genua am 24. Juli 1849). Im Zweiten Weltkrieg operierten die Spezialeinheiten der Marine unter dem Decknamen Xª Flottiglia MAS (10. Schnellbootflottille). Von Juni 1940 bis September 1943 war dieser Verband für die Versenkung oder die schwere Beschädigung von militärischen Schiffseinheiten im Umfang von 72.190 Tonnen verantwortlich. Dazu kamen 130.572 Tonnen an zivilem Schiffsraum. Unter den Opfern italienischer Kampfschwimmer befanden sich die britischen Schlachtschiffe Queen Elizabeth und Valiant, der Schwere Kreuzer York, die Zerstörer Jervis und Eridge, sowie über 20 Handelsschiffe. Die beiden o. g. Schlachtschiffe waren u. a. das Ziel eines Einsatzes, der im Dezember 1941 von Luigi Durand de la Penne und fünf weiteren Kampfschwimmern als Torpedoreiter im Hafen von Alexandria durchgeführt wurde. Weitere Einsätze dieser oder ähnlicher Art gab es in Malta (hier fand am 26. Juli 1941 während der Operazione Malta Due der Kampfschwimmer und Marineoffizier Teseo Tesei den Tod), in Gibraltar („Gamma“-Spezialeinheit vom Tanker Olterra in Algeciras aus) und in Kreta (York). Im Schwarzen Meer operierten italienische Marinespezialeinheiten gegen sowjetische Stützpunkte in Sewastopol und Balaklawa. In der Nähe von Jalta versenkten sie u. a. zwei sowjetische U-Boote (S 32 und SHCH 306).
Der Waffenstillstand vom 8. September 1943 führte zu einer traumatischen Spaltung der Xª Flottiglia MAS. In der Spezialeinheit, die unter Junio Valerio Borghese für die faschistische Repubblica Sociale Italiana und für die Deutschen weiterkämpfte, konzentrierten sich überzeugte Faschisten, die auch nach dem Krieg noch eine Rolle in der italienischen Politik spielen sollten. In Tarent entstand gleichzeitig eine unter alliierter Kontrolle operierende Spezialeinheit, die etliche Angriffe auf norditalienische Häfen durchführte (u. a. die schwere Beschädigung des fast fertigen italienischen Flugzeugträgers Aquila). Nach dem Krieg verboten die Alliierten Italien den Unterhalt von Kampfschwimmern und die dazugehörigen Kleinkampfmittel, doch unterhielt man in Venedig jahrelang heimlich eine Kampfschwimmerschule, die im Wesentlichen entsprechend der bewährten früheren Ausbildungsleitlinien weiterarbeitete. Die ehemaligen Angehörigen der aufgelösten Spezialeinheiten firmierten für eine Übergangszeit unter der Bezeichnung „Marinetaucher“ und leisteten in den Jahren nach dem Krieg wertvolle Arbeit bei der Minenräumung, der Hebung von Schiffswracks und der Entsorgung aller anderen kriegsbedingten Altlasten in italienischen Häfen.
Nach Aufhebung der militärischen Beschränkungsklauseln verlegte man die Kampfschwimmerschule von Venedig nach La Spezia (Varignano) und gründete 1952 nun auch offiziell wieder eine Spezialeinheit der Marine, die 1960 den offiziellen Namen Raggruppamento Subaquei e Incursori “Teseo Tesei” erhielt. An sie gingen Traditionen und sämtliche Auszeichnungen der Xª Flottiglia MAS. Daneben firmierte diese Einheit auch unter der Bezeichnung COMSUBIN (bis heute im Wappen), die sich sowohl innerhalb der Marine als auch im allgemeinen Sprachgebrauch durchgesetzt hat.
Angehörige von COMSUBIN nahmen an allen Auslandseinsätzen der italienischen Armee teil darunter an dem Friedenseinsatz in Libanon (1982–1984), an einem Minenräumeinsatz im Roten Meer (1984), an einer Evakuierung von Zivilisten in Ruanda (1994, NEO-Noncombatant Evacuation Operation, zusammen mit Heeresspezialeinheiten), sowie auch an den internationalen Missionen in Somalia, auf dem Balkan, in Osttimor, in Afghanistan, im Irak usw.
COMSUBIN untersteht dem Admiralsstabschef truppendienstlich unmittelbar, für die Einsatzführung ist das „Kommando für Sonderoperationen“ (COFS) des Generalstabs der Streitkräfte verantwortlich.

## Verweise